# Archivio dei bambini perduti
Archivio dei bambini perduti (titolo originale in inglese: Lost Children Archive) è il primo romanzo scritto in inglese dalla scrittrice messicana Valeria Luiselli, pubblicato nel 2019 negli Stati Uniti d’America e in Italia da La Nuova Frontiera. Il libro è in parte ispirato alla politica adottata dall'Amministrazione Trump nel 2018, in base alla quale in caso di tentativo di ingresso illegale negli Stati Uniti i bambini venivano separati dai loro genitori al confine messicano-americano.
Il romanzo ripercorre un viaggio in macchina attraverso gli Stati Uniti, da New York all'Arizona, di una coppia di coniugi e dei loro figli, "la femmina" e "il maschio", entrambi avuti da relazioni precedenti.
Il romanzo include riferimenti a diversi poeti e scrittori, tra cui Anne Carson, Galway Kinnell e Augusto Monterroso. Il culmine del romanzo, il capitolo "Echo Canyon", è composto da una singola frase che prosegue per 20 pagine.
Il romanzo si conclude con 24 foto Polaroid scattate dall'autrice e attribuite al figliastro immaginario del romanzo.

## Trama
La protagonista del romanzo è una documentarista di origine messicana che vive a New York City con sua figlia, nata da una relazione precedente, il marito attuale e il figlio di lui. Nel romanzo non viene dato il nome di nessuna delle quattro persone.
L'incontro tra i due coniugi era avvenuto durante una registrazione di un paesaggio sonoro, sebbene lei fosse una documentarista e lui si occupasse di acustemologia (fusione tra acustica ed epistemologia). I due vivono insieme da diversi anni, quando il marito dice alla moglie che ha deciso di registrare un progetto sugli Apache che lo porterà in Arizona. La donna non vuole andare, ma si rende conto che suo marito è disposto a lasciarla indietro. A malincuore, per rallentare la rottura del suo matrimonio, decide di andare insieme ai bambini in Arizona con lui, nella prospettiva di separarsi alla fine del viaggio.
Qualche giorno prima di partire, la protagonista fa la conoscenza di una donna messicana, Manuela, madre di uno dei compagni di classe della figlia, con cui stringe un accordo. Manuela farà registrare un campione della propria lingua madre, il trique, perché la protagonista lo possa inserire nel lavoro che sta portando avanti sulle lingue degli immigrati; in cambio, la protagonista tradurrà dei documenti legali dallo spagnolo all'inglese prima che il giudice espella due figlie di Manuela, di otto e dieci anni, rimaste per anni in Messico e che da poco hanno tentato di entrare illegalmente negli Stati Uniti.
Mentre attraversano gli Stati Uniti, la protagonista incomincia a riflettere sulla possibilità di registrare un documentario sonoro sui "bambini perduti", migranti latinoamericani che attraversano il confine cercando rifugio negli Stati Uniti. Nel frattempo legge un libro, Elegie per i bambini perduti, che descrive un terribile viaggio fatto da soli bambini, a piedi e in treno, in un prossimo futuro, in una parte del mondo non individuabile con precisione. Il libro in realtà non esiste: Valeria Luiselli lo attribuisce all'immaginaria scrittrice italiana Ella Camposanto
Durante il viaggio, il padre racconta ai bambini le storie degli Apache e di Geronimo, mentre la madre racconta loro dei "bambini perduti". Entrambi i figli iniziano a diventare ossessionati da queste storie e a rielaborarle.
La documentarista riceve inoltre una telefonata da Manuela che ha saputo che le sue figlie, tenute in un centro di custodia per immigrati minorenni in Nuovo Messico, sono misteriosamente scomparse nel giorno del trasferimento in Arizona, dopo che il giudice aveva respinto la richiesta d'asilo. Pensa quindi di contribuire sul posto alla ricerca delle bambine.
Tuttavia la notizia arriva anche al maschio, il quale decide di scappare con la femmina per andare a sua volta alla ricerca delle bambine, con l'idea che in questo modo i genitori ritorneranno a pensare anche a lui e alla sorellastra. Ai genitori lascia inoltre una mappa e una lettera in cui spiega che in tutti i casi si ritroveranno a Echo Canyon, un posto dove gli echi sono più forti e chiari, che avrebbe dovuto essere l'ultima tappa del viaggio.
Il maschio e la femmina partono quindi all'alba, di nascosto; la bambina è ignara di quello che sta facendo. Nell'arco di diversi giorni, attraversano il deserto e si trovano involontariamente su un treno merci che li allontana per chilometri. Incontrano anche dei "bambini perduti" e chiedono informazioni sulle figlie di Manuela. Scoprono solo che anche i bambini che hanno incontrato, come le due bambine che stanno cercando, hanno un numero di telefono segnato sul colletto dei vestiti.
La mattina seguente il maschio si rende conto che la femmina ha dato tutte le loro provviste agli altri bambini, che si sono allontanati. Lei però lo rassicura dicendogli che ormai sono vicini al salvataggio. Miracolosamente, lo sono: difatti riescono ad arrivare a Echo Canyon dove vengono ritrovati dai genitori.
Dopo la paura, i genitori cercano per un po' di rimanere uniti. Tuttavia, poco più tardi la protagonista viene a sapere che le figlie di Manuela sono state trovate morte nel deserto. Il dolore spezza la famiglia e la madre e la femmina ritornano a New York.

## Personaggi
- La narratrice - la narratrice principale del romanzo è una documentarista che vive a New York assieme ai suoi due figli, di cui la femmina è la sua figlia biologica, e al marito, con cui ha un rapporto sempre più distaccato. Il suo lavoro si incentra molto sulle storie dei bambini migranti privi di documenti, e si occuperà di ciò nel viaggio che farà assieme alla famiglia percorrendo l'intero Paese.
- Il marito - si occupa principalmente di acustemologia, anche se nel romanzo prepara un progetto sugli Apache e in particolar modo sulle loro ultime tracce che saranno le sue tappe fondamentali del viaggio che intraprenderà assieme alla sua famiglia.
- Il maschio - è il figlio biologico, di dieci anni, del marito della narratrice ed è a sua volta il narratore per una parte del romanzo.
- La femmina - è la figlia di cinque anni della narratrice, nata da una relazione precedente.
- Manuela - è un'amica della narratrice e madre di due bambine che hanno attraversato il confine in cerca d'asilo. Si tiene in contatto con la narratrice durante il suo viaggio per ulteriori notizie delle due bambine, poiché la documentarista le ha promesso che avrebbe fatto in modo di portarle sane e salve da lei.

## Accoglienza e critica
Nello stesso anno di pubblicazione, la New York Times Book Review inserisce il romanzo tra i dieci migliori libri del 2019.
Sara Marzullo su "Il Tascabile" nota che la narrazione del romanzo è guidata da un'urgenza teorica. Lo scopo è quello di creare una conversazione intorno al tema della migrazione, indagando sui limiti delle modalità narrative adatte a dare voce ai bambini migranti.
Numerosi lettori hanno apprezzato le caratteristiche compositive del libro, che cerca di restituire la varietà del reale attraverso l'accumulazione di registri (elegia, ironia, poesia, resoconto di viaggio...) e di linguaggi.
Secondo l'aggregatore di recensioni letterarie LitHub|Book Marks, il romanzo ha ricevuto recensioni estremamente positive.

## Traduzioni
- Valeria Luiselli, Archivio Dei Bambini Perduti, traduzione di Tommaso Pincio, Verona, La Nuova Frontiera, 2019,  p. 448, ISBN 978-88-8373-359-8.
- Valeria Luiselli, Desierto sonoro, traduzione di Daniel Saldaña Parìs, Città del Messico, Sexto Piso, 2019,  p. 458, ISBN 978-84-17517-51-9.[10]

## Premi
- 2019 - Premio Rathbones Folio.[11]
- 2020 - Premio Fernanda Pivano.[12]
- 2021 - International IMPAC Dublin Literary Award.[13]

È stato tra i finalisti nel 2019 del Booker Prize e del Women's Prize for Fiction.